# Erpelschwanz-Raufußspinner

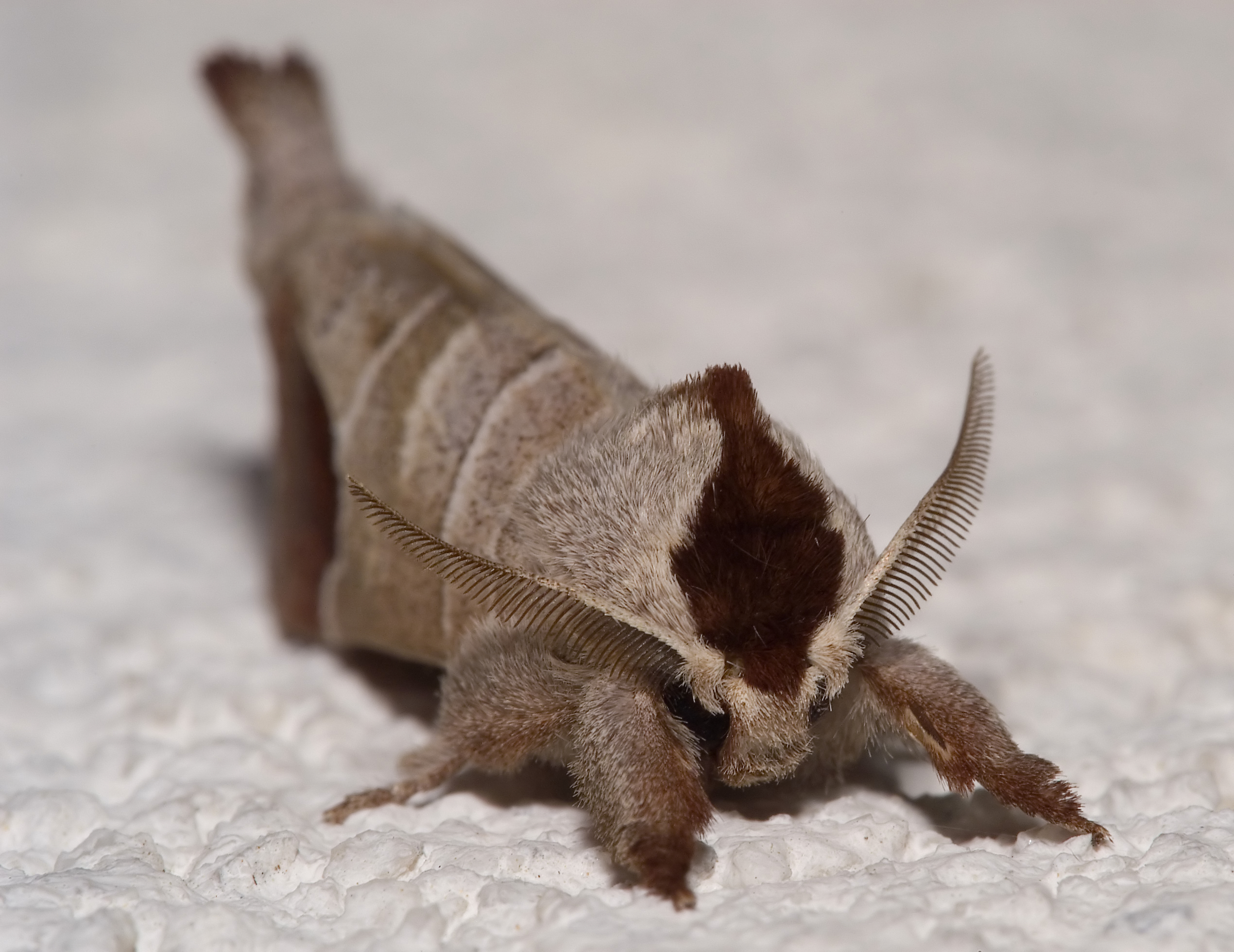
Falter von vorne

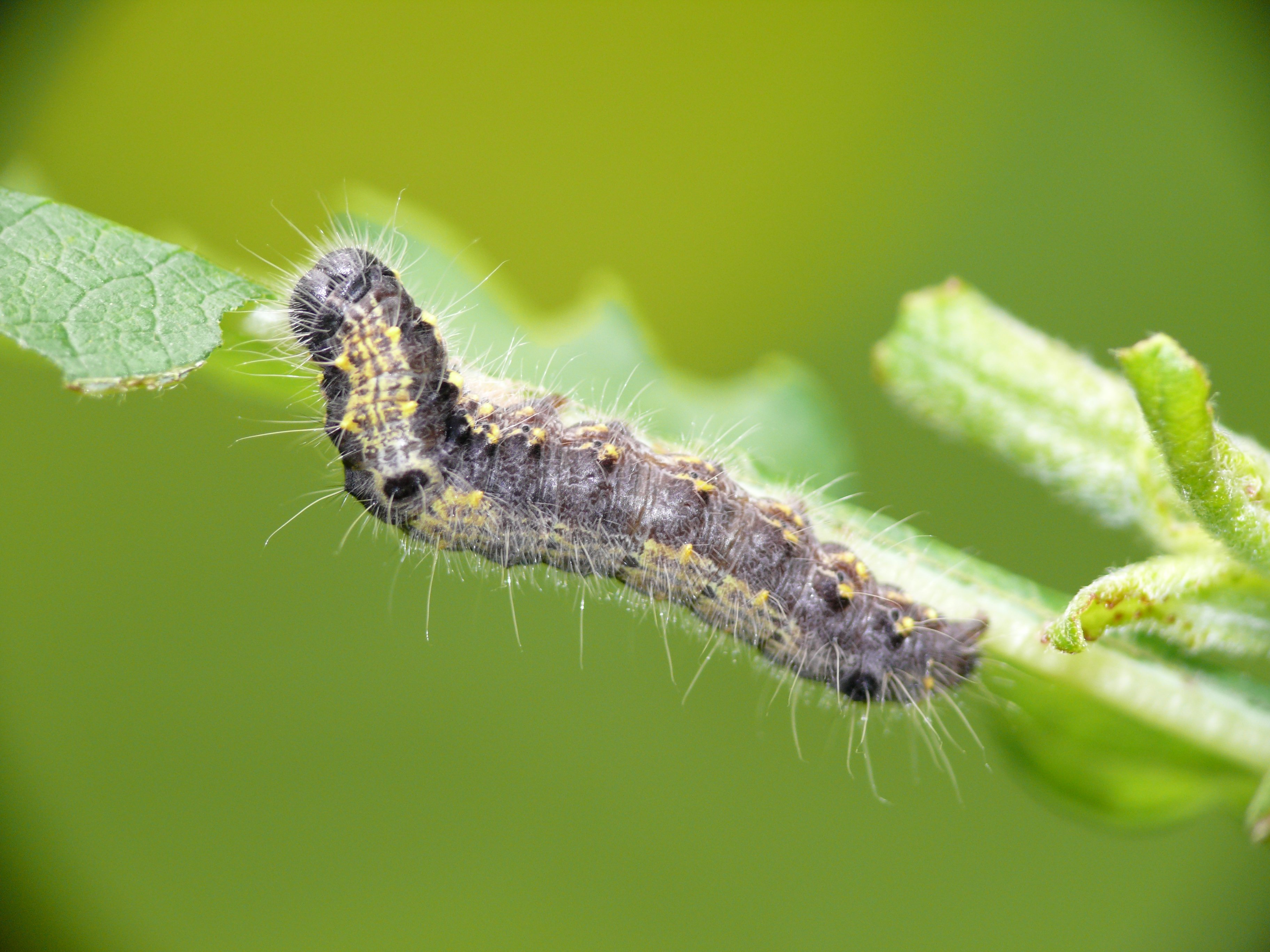
Raupe des Erpelschwanz-Raufußspinners

Der Erpelschwanz-Raufußspinner oder Erpelschwanz (Clostera curtula) ist ein Schmetterling (Nachtfalter) aus der Familie der Zahnspinner (Notodontidae). Die Art ist die häufigste der Gattung in Mitteleuropa und gilt als anpassungsfähiger Kulturfolger als nicht gefährdet.

## Merkmale

### Imago
Die Falter erreichen eine Flügelspannweite von 26 bis 35 Millimetern. Sie sind hell graubraun bis rötlichbraun gefärbt und haben auf den ebenso gefärbten Vorderflügeln mehrere schmale, weiße Querbinden. An die hinterste grenzt ein großer, bis an den Flügelvorder- und Außenrand grenzender, dunkel- bis rötlichbrauner Apikalfleck an. Die Behaarung des Thorax ist am Rücken ebenso charakteristisch gefärbt. Die Hinterleibsspitze trägt einen nach hinten oben gerichteten Afterbusch in gleicher Färbung. Er besteht bei den Männchen meistens aus zwei Büscheln. Der ähnliche Schwarzgefleckte Raufußspinner (Clostera anachoreta) kann von der Art durch seinen schwärzlich gefärbten Apikalfleck unterschieden werden, der über die hinterste weiße Querbinde hinausragt. Auch ist seine Grundfärbung dunkler grau gefärbt.

### Ei
Das halbkugelige Ei ist basal abgeflacht. Die Oberfläche zeigt ein unregelmäßiges Netzwerk und undeutliche Längsrippen. Es ist dunkelgrün gefärbt, weist eine glänzende Oberfläche auf und besitzt einen dunklen Polfleck.

### Raupe
Die Raupen werden ca. 35 Millimeter lang und haben einen verhältnismäßig gedrungenen Körperbau. Sie haben eine variabel hell gelblich, grünlich oder dunkelgraue Grundfarbe und eine gelbliche bis orange und schwarze Musterung. Sie sind weiß behaart und glänzen fettig. Auf dem vierten und elften Segment tragen sie flache schwarze Rückenhöcker.

### Puppe
Die Puppe ist rotbraun und besitzt einen Kremaster, der mit spitzen Dornen besetzt ist.

## Ähnliche Arten
- Schwarzgefleckter Raufußspinner (Clostera anachoreta)

## Vorkommen
Die Tiere kommen in Europa, östlich über die Türkei, den Kaukasus, Zentralasien bis nach Ostasien in das Amurgebiet vom Flachland bis ins untere Bergland vor. Sie fehlen nördlich des Polarkreises, im Norden der Britischen Inseln, in Irland und den südlichen Teilen des Mittelmeerraums. Man findet die Art in vielen verschiedenen trockenen wie feuchten Lebensräumen, wie etwa in Wäldern, vor allem am Rand und auf den Lichtungen von Au- und Laubmischwäldern, aber auch auf Trockenrasen, Wiesen, Mooren, Heiden und als erfolgreichen Kulturfolger auch in Alleen, Parks und Gärten. Letzteres wird insbesondere durch die häufige Pflanzung ihrer Nahrungspflanzen im urbanen Raum begünstigt.

## Lebensweise
Die Falter sitzen tagsüber in Ruheposition mit dachförmig über dem Hinterleib zusammengefalteten Flügeln an Stämmen und Zweigen und strecken die Hinterleibsspitze mit dem Afterbusch nach oben zwischen den Flügeln hindurch. Sie sind nachtaktiv und lassen sich durch künstliche Lichtquellen anlocken.

### Flug- und Raupenzeiten
Die Art fliegt in zwei Generationen pro Jahr von April bis Juni und von Juli bis August. Die Raupen der ersten Generation sind von Mai bis Juli, die der zweiten wieder von August bis September zu finden.

### Nahrung der Raupen
Die Raupen ernähren sich von den Blättern von Pappeln (Populus), wie etwa der Espe (Populus tremula) und verschiedenen Arten der Weiden (Salix), wie beispielsweise der Sal-Weide (Salix caprea) und der Korb-Weide (Salix viminalis). Bevorzugt werden junge und niedrige Büsche der Nahrungspflanzen. Nach manchen Literaturangaben sollen sie auch an anderen Laubbäumen fressen, dies konnte jedoch von Ebert nicht bestätigt werden.

## Entwicklung
Die Weibchen legen ihre Eier einzeln oder in kleinen Gruppen auf den Blättern der Nahrungspflanzen ab. Die Raupen verstecken sich am Tag zwischen flach miteinander versponnenen Blättern, bevorzugt an der Spitze der Zweige und sind erst nachts aktiv. Die Überwinterung erfolgt als Puppe nahe dem Boden in miteinander versponnenen Blättern.

## Referenzen